# Бутелер, Леопольдо
Леопольдо Бутелер (исп. Leopoldo Buteler ; 22 апреля 1882 год, Лос-Молинос, Аргентина — 22 июля 1961 год) — католический прелат, первый епископ Рио-Куарто с 13 сентября 1934 года по 22 июля 1961 года.

## Биография
Родился 22 апреля 1882 года в Лос-Молиносе, Аргентина. 17 июня 1905 года был рукоположён в священники для служения в епархии Кордовы.
8 января 1932 года Римский папа Пий XI назначил его вспомогательным епископом епархии Кордовы и титулярным епископом Тинума. 5 июня 1932 года состоялось его рукоположение в епископы, которое совершил епископ Кордовы Фермин Эмиль Лафитте в сослужении с титулярным епископом Темнуса Мигелем Андреа и титулярным епископом Подалии Рамоном Харрисоном Абельо.
13 сентября 1934 года Папа Римский Пий XI выпустил буллу «Nobilis Argentinae nationis», которой учредил епархию Рио-Куарто и назначил Леопольдо Бутелера её первым епископом.
Скончался 22 июля 1961 года.